# Illuminated/Better Than Love
«Illuminated» —en español: «Iluminado»— es una canción del dúo británico Hurts para su primer álbum de estudio, Happiness. El sencillo fue lanzado el 23 de mayo de 2011 en el Reino Unido. Figura en el número 50 de la UK Singles Chart, también categorizada en Bélgica y los Países Bajos.
La canción fue reeditada como el Doble Lado A con «Illuminated» el 1 de mayo de 2011.

## Vídeo musical

### Better Than Love
El vídeo musical fue subido al canal oficial de Hurts en YouTube el 28 de abril de 2011, después del tráiler subido un día antes. Su primer vídeo producido profesionalmente, la trama se refiere a una audición de Theo Hutchcraft y Adam Anderson rodeados de mujeres vistiendo un atuendo similar a ellos mismos. Anderson toca el piano y Hutchcraft mira las audiciones en el reflejo del espejo de la sala.
El vídeo fue filmado en Bucarest, Rumania, en el estudio Buftea junto con actrices rumanas: Laura Cosoi, Mădălina Ghiţescu, y otras, Cosoi también participó para su siguiente canción «Sunday».

## Lista de canciones
- CD Single

1. "Better Than Love" (Radio Edit) – 3:32
2. "Mother Nature" – 2:50

- 7" Vinyl

1. "Better Than Love" (Radio Edit) – 3:32
2. "Mother Nature" – 2:50

- iTunes Single

1. "Better Than Love" (Radio Edit) – 3:32
2. "Better Than Love" (Jamaica Remix) – 4:19

- iTunes EP

1. "Better Than Love" (Radio Edit) – 3:32
2. "Better Than Love" (Tiefschwarz Mix) – 8:48

- German iTunes EP

1. "Better Than Love" (Album Version) - 3:33
2. "Better Than Love" (Live & Unplugged From BBC Radio 1’s Live Lounge)
3. "Better Than Love" (Tiefschwarz Remix) - 8:48
4. "Better Than Love" (Burns European Sex Remix) - 5:06
5. "Better Than Love" (Freemasons Pegasus Mix [Radio Edit]) - 3:36
6. "Better Than Love" (Jamaica Remix) - 4:19
7. "Better Than Love" (Death In Vegas Acid Remix) – 8:14

- Italian CD Single/12" Vinyl

1. "Better Than Love" – 3:32
2. "Better Than Love" (Italoconnection Remix) – 5:14

- Other Version

1. "Better Than Love" (Freemasons Pegasus Club Mix) - 9:19

## Personal
- Hurts - letra, música y producción.
- Joseph Cross - música y producción.
- Jonas Quant - producción.
- Spike Stent - mezclado.

## Posicionamiento
| Listas (2010)    | Posición máxima |
| ---------------- | --------------- |
| Uk Single Charts | 68              |

| Listas (2010/2011)                          | Posiciones |
| ------------------------------------------- | ---------- |
| Bélgica (Flandes) (Ultratip Bubbling Under) | 12         |
| República Checa (Rádio Top 100)             | 54         |
| German Airplay Chart                        | 96         |
| German Youth Airplay Chart                  | 29         |
| Países Bajos (Mega Single Top 100)          | 88         |
| Reino Unido (UK Dance Chart)                | 6          |
| Reino Unido (Official Charts Company)       | 50         |